# 国鉄ダイヤ改正
国鉄ダイヤ改正（こくてつダイヤかいせい）では、日本国有鉄道（国鉄）で実施された各ダイヤ改正記事へのリンクをまとめる。

## 概要
ここでは、1872年（明治5年）10月の日本での鉄道創始から、1987年（昭和62年）3月の国鉄分割民営化に至るまでの「広義の国鉄」で実施されたダイヤ改正を年代別に分類した各記事への案内を記す。日本鉄道・山陽鉄道など国鉄に吸収された私鉄については除く。

## 分類

### 時系列による区分（ダイヤ改正）
- 1872年-1907年の国鉄ダイヤ改正（鉄道創始から鉄道国有化完了まで）
- 1908年-1945年の国鉄ダイヤ改正（国有化以後から終戦まで）
  - 1934年12月1日国鉄ダイヤ改正（丹那トンネル開通）
  - 1942年11月15日国鉄ダイヤ改正（関門鉄道トンネル開通）
- 1946年-1960年の国鉄ダイヤ改正（戦後の復興期）
  - 1948年7月1日国鉄ダイヤ改正（戦後初の白紙改正）
  - 1949年9月15日国鉄ダイヤ改正（特別急行列車「へいわ」登場）
  - 1950年10月1日国鉄ダイヤ改正（特急速度が戦前水準に回復）
  - 1956年11月19日国鉄ダイヤ改正（東海道本線全線の電化完成）
- 1961年-1975年の国鉄ダイヤ改正（国鉄輸送の黄金時代）
  - サンロクトオ（1961年10月1日国鉄ダイヤ改正・全国特急列車網の成立）
  - 1964年10月1日国鉄ダイヤ改正（東海道新幹線開業）
  - 1965年10月1日・11月1日国鉄ダイヤ改正（東海道新幹線本格稼動）
  - ヨンサントオ（1968年10月1日国鉄ダイヤ改正・東北本線全線電化）
  - 1972年3月15日国鉄ダイヤ改正（山陽新幹線新大阪駅～岡山駅間の開業）
  - 1975年3月10日国鉄ダイヤ改正（山陽新幹線岡山駅～博多駅間が全線開業）
- 1976年-1987年の国鉄ダイヤ改正（混迷期から分割民営化まで）
  - ゴーサントオ（1978年10月2日国鉄ダイヤ改正・輸送体系の見直し）
  - 1980年10月1日国鉄ダイヤ改正（輸送体系の見直しと千歳空港駅開業）
  - 1982年11月15日国鉄ダイヤ改正（上越新幹線開業と東北新幹線の本格稼動）
  - 1984年2月1日国鉄ダイヤ改正（輸送体系の見直しと貨物輸送の転換）
  - 1985年3月14日国鉄ダイヤ改正（東北新幹線・上越新幹線の上野駅乗り入れ）
  - 1986年11月1日国鉄ダイヤ改正（国鉄最後の大規模改正・民営化前提改正）